# Alberto Predieri
Alberto Predieri (Torino, 7 marzo 1921 – Courmayeur, 16 agosto 2001) è stato un giurista, economista e dirigente d'azienda italiano.

## Biografia e studi
Sottotenente degli alpini, partì nel 1942 in Russia con la 3ª divisione Julia, riuscendo a salvarsi nella successiva ritirata del gennaio 1943. Era figlio del generale Alessandro Predieri, caduto nell'ottobre 1942 sul fronte di el Alamein (Egitto).
Laureatosi in Giurisprudenza nel 1943 nell'Università di Bologna, iniziò l'attività scientifica e didattica nel 1947-48 come assistente di Piero Calamandrei presso la Cattedra di Diritto processuale civile della Facoltà di Giurisprudenza di Firenze, collaborando ad alcuni lavori sulla Costituzione e sui partiti politici.
Successivamente insegnò Diritto costituzionale e Diritto pubblico dell'economia nell'Università di Siena e nella Facoltà di Scienze Politiche dell'Università degli Studi di Firenze.
Nel 1975 fonda, con altri, il Fondo per l'Ambiente italiano (FAI), una fondazione senza scopo di lucro per la tutela e la valorizzazione dei beni culturali e paesaggistici.
Trasferitosi nel 1987 alla Facoltà di Giurisprudenza dell'Università La Sapienza di Roma, vi insegnò Diritto pubblico generale. Nel 2001 tale Università gli ha poi conferito il titolo di “Professore Emerito”.
Avvocato di fama e prestigio internazionale, ha trattato davanti alla Corte Costituzionale numerosi giudizi su questioni di notevole rilievo giuridico; ha ricoperto importanti cariche nei Consigli di amministrazione di molte società di rilievo nazionale e internazionale. Nel luglio 1992 fu nominato dal Governo Commissario liquidatore dell'EFIM e confermato da tutti i Governi successivi fino al 1997, quando gli subentra un suo storico collaboratore: Alberto Bianchi.

Nell'ottobre 1993 depositò presso la Procura della Repubblica di Milano una denuncia a carico di più di 40 dirigenti, inerente a gravi irregolarità contabili nei bilanci, che definì "sicuramente manipolati con vendite intragruppo arricchite di plusvalenze". A seguito di questa iniziativa, presero avvio le inchieste di Milano e Roma riferite inizialmente alla controllata Alumix e all'investimento della Techint a Porto Marghera.
Vice Presidente della Cassa di Risparmio di Firenze, è stato a lungo Presidente della  Fondazione Cesifin ("Centro per lo studio delle istituzioni finanziarie"), di cui è stato ideatore e promotore. Dopo la sua scomparsa, nel 2001, la Fondazione - promossa dall'Ente Cassa di Risparmio di Firenze - è stata a lui dedicata.

## Opere principali
Ha scritto molte opere tra cui:
- Lineamenti della posizione costituzionale del Presidente del Consiglio dei Ministri, Firenze, Barbera, 1951
- Pianificazione e costituzione, Milano, Edizioni di Comunità, 1963
- Contraddittorio e testimonianza del cittadino nei procedimenti legislativi, Milano, Giuffrè, 1964
- Appunti e proposte per una disciplina delle fondazioni ed enti privati con scopi culturali, Milano, Giuffrè, 1966
- Urbanistica, tutela del paesaggio, espropriazione, Milano, Giuffrè, 1969
- Gli elaboratori elettronici nella Amministrazione dello Stato, Bologna, Il Mulino, 1971 (con V.A. BRUNETTI, G. MORBIDELLI, M.A. BARTOLI), La riforma della casa, legge 1º giugno 1971 n. 291 – legge 22 ottobre 1971 n. 865, Milano, Giuffrè, 1971
- Le società finanziarie regionali. Problemi giuridici, Milano, Giuffrè, 1972
- (con Franco Cazzola e Graziella Priulla), Il decreto legge fra Governo e Parlamento, Milano, Giuffrè, 1975
- I vincoli imposti dai programmi di fabbricazione nella legislazione statale e regionale, Milano, Giuffrè, 1975
- L'indennizzo personalizzato. La legge regionale della Valle d'Aosta 44/1974 e la rilevanza delle condizioni soggettive dell'espropriato, Milano, Giuffrè, 1975
- La legge 28 gennaio 1977 n. 10 sulla edificabilità dei suoli, Milano, Giuffrè, 1977
- (con M.P. CHITI), Casa e urbanistica nella legge 25 marzo 1982 n. 94, Milano, Giuffrè, 1982
- La constitución espanõla de 1978. Estudio sistematico dirigido par los profs. Alberto Predieri y E. García de Enterria, Madrid, Editorial Civitas, 1980 (ed. it., Milano, Giuffrè, 1982)
- Interpretazione autentica e collisioni con i diritti costituzionali alla difesa e al giudice naturale e precostituito nelle leggi sulle concentrazioni editoriali, in Quaderni di Nomos 1, Roma, Istituto Poligrafico e Zecca dello Stato, 1989
- Il nuovo assetto dei mercati finanziari e creditizi nel paradigma delle concorrenza comunitaria, Milano, Giuffrè, 1992
- Il regolamento di intesa della Consob e della Banca d'Italia del 2 luglio 1991 sulle società di intermediazione mobiliare, in A. Predieri (cur.), La riforma dei mercati finanziari, Atti del Convegno su "I regolamenti di attuazione della legge 2 gennaio 1991 n. 1 sulle società di intermediazione mobiliare", Firenze, 20 settembre 1991, Milano, Giuffrè, 1993
- Il potere della banca centrale: isola o modello?, Firenze, Passigli, 1996
- L'erompere delle Autorità amministrative indipendenti, Firenze, Passigli, 1997
- Euro, poliarchie democratiche e mercati monetari, Quaderno Cesifin n. 1, Torino, Giappichelli, 1998